# كأس الاتحاد الكوري الجنوبي 1997
كأس الاتحاد الكوري الجنوبي 1997 (هانغل: FA컵 1997) هو موسم من كأس الاتحاد الكوري الجنوبي. كان عدد الأندية المشاركة فيه 20، وفاز فيه تشونام دراغونز.